# Abbey Auto Engineering Co. Ltd
A Abbey Auto Engineering Co. Ltd, foi uma pequena montadora de carros de Westminster, Reino Unido que em 1922 lançou um veículo de dois lugares com motor Coventry Simplex de apenas 10.8 hp de quatro cilíndros.
Este veículo foi somente produzido em 1922 e vendido custo de ₤315 (trezentos e quinze libras), após 1922 o modelo foi vendido com o nome de Lewis.